# Discriminación por altura
La discriminación por altura (también, discriminación por estatura o alturaismo) es un prejuicio o discriminación contra las personas por su altura. En principio, se refiere al trato discriminatorio contra las personas cuya altura no se encuentra dentro del rango de altura normal aceptable en una población. Diversos estudios han demostrado que es una causa de acoso, que comúnmente se manifiesta como microagresiones inconscientes.
Las investigaciones indican que el cerebro humano usa la altura como un factor en una medida heurística del estatus social y la aptitud. Los estudios han observado que los bebés de tan solo 10 meses asocian inconscientemente la altura con el potencial de liderazgo, el poder, la fuerza y la inteligencia. También se ha encontrado que la asociación heurística cognitiva e inconsciente entre la altura y los rasgos mencionados es más fuerte cuando se evalúa a hombres que a mujeres.

## Lexicología
El término «alturaismo» fue acuñado por el sociólogo Saul Feldman en un artículo titulado La presentación de la brevedad en la vida cotidiana: altura y altismo en la sociedad estadounidense: hacia una sociología de la estatura presentado en la reunión de la American Sociological Association en 1971. El alturaismo fue incluido en el Second Barnhart Dictionary of New English (1971) y popularizado por la revista Time en un artículo de 1971 sobre el artículo de Feldman.
La palabra es un ejemplo del hábito de la revista Time de proporcionar nuevas palabras a través del «uso inusual de afijos», aunque la propia Time se opuso a la inclusión del término en el Random Webster's College Dictionary de 1991, y lo citó como un ejemplo del diccionario «forzando... para evitar ofender, excepto al buen uso "y" [prestar] autoridad a decenas de usos cuestionables, muchos de ellos teñidos de puntos de vista políticamente correctos».
El término «alturaismo» también puede verse como un ejemplo del aumento en el uso popular de frases, en particular las relacionadas con el prejuicio y la discriminación, siguiendo el modelo de la palabra «sexismo». La discriminación por altura también puede presentarse en forma de términos de jerga peyorativos como manlet para hombres bajos o lanklet para personas altas.

## Altura y discriminación social

### Discriminación por salario y experiencia social
Un artículo de investigación publicado en el Journal of Applied Psychology mostró que la altura está fuertemente relacionada con el éxito de los hombres. Demostró que el aumento de la altura para los hombres corresponde a un aumento de los ingresos después de controlar otras variables psicológicas sociales como la edad y el peso. Los economistas Nicola Persico, Andrew Postlewaite y Dan Silverman conjeturaron una "prima de altura" y encontraron que "un aumento del 1.8 por ciento en los salarios acompaña cada centímetro adicional de altura". También encontraron que los salarios de los hombres como adultos podrían estar relacionados con su altura a los 16 años. Los investigadores encontraron que, en promedio, un aumento de una pulgada en la altura a los 16 años aumentaba los salarios de los hombres adultos en un 2.6 por ciento. Esto equivale a un aumento de aproximadamente $850 en las ganancias anuales de 1996. En otras palabras, la altura y las experiencias sociales correspondientes de un adolescente masculino más alto a los 16 años probablemente se traducirían en un salario más alto en la edad adulta avanzada en comparación con el adolescente masculino más bajo.
Los hallazgos recientes sugieren que la discriminación por altura ocurre con mayor frecuencia contra las minorías raciales. Un estudio de 2007 encontró que los afroamericanos informaron una mayor discriminación relacionada con el peso y la altura. Esta discriminación fue aún mayor en las empleadas.
En 2017, la abogada y autora Tanya Osensky publicó Shortchanged: Height Discrimination and Strategies for Social Change (enlace roto disponible en Internet Archive; véase el historial, la primera versión y la última).. El libro expone los problemas culturales, médicos y ocupacionales que enfrentan las personas de baja estatura, que a menudo se consideran sin importancia y se ignoran. Osensky desafía el alturaismo al revelar algunos aspectos beneficiosos de la brevedad y sugerir avenidas de activismo y cambio.

### En los negocios
Algunos trabajos requieren una altura mínima. Por ejemplo, los pilotos militares de Estados Unidos deben medir de 160 a 200 centímetros de altura con una altura de asiento de 86 a 102 centímetros. Con estas excepciones, en la gran mayoría de los casos, la altura de una persona no parece tener un efecto sobre qué tan bien puede realizar su trabajo. Sin embargo, los estudios han demostrado que a las personas bajas se les paga menos que a las personas más altas, con disparidades similares en magnitud a las diferencias de raza y género.
Las encuestas han revelado que menos del 3% de los directores ejecutivos tenían menos de 1.70 m de altura. El 90% de los directores ejecutivos tienen una altura superior a la media.
En 2018, el investigador de mercado Seth Ulinski publicó Amazing Heights: How Short Guys Stand Tall. El libro destaca que a través de la tecnología y una mentalidad emprendedora, los miembros de la «fraternidad de hombres bajos» pueden abrir sus propios caminos, evitando posibles techos de cristal y brechas salariales. Por ejemplo, los miembros de la fraternidad de tipo bajito incluyen: el fundador y director ejecutivo de Amazon, Jeff Bezos, 1.70 m, el fundador y director ejecutivo de Facebook, Mark Zuckerberg, 1.70 m y el cofundador y presidente de Alphabet, Sergey Brin, 1.73 m de Google. Con un patrimonio neto estimado de más de $150 mil millones, Bezos está clasificado como la persona más rica del mundo, mientras que Zuckerberg y Brin se encuentran constantemente entre los 20 primeros.

### Atractivo percibido
Si bien se cree popularmente que la altura es una preferencia revelada de la atracción física, la literatura contemporánea se mezcla en sus resultados.
Los estudios iniciales indicaron que los hombres más altos tienen más probabilidades de estar casados y tener más hijos, excepto en sociedades con graves desequilibrios sexuales causados por la guerra. Sin embargo, investigaciones más recientes han cuestionado esta teoría y no han encontrado correlación entre la altura y el número de crías. Además, la investigación sobre la longitud de las piernas y la relación entre las piernas y el cuerpo entra en conflicto con la noción de que existe una clara preferencia por los compañeros más altos. Un estudio de 2008 encontró que ambos extremos, alto y bajo, reducían el atractivo, y un estudio de 2006 encontró que una proporción más alta de piernas a cuerpo en ambos sexos aumentaba el atractivo estético. En la aproximación más aproximada, los resultados de la relación de extremidades son consistentes con los datos que relacionan la altura con la salud humana. Por el contrario, la investigación de Dan Ariely encontró que las mujeres estadounidenses muestran una marcada preferencia por salir con hombres más altos, y que para que los hombres más bajos sean considerados atractivos por las mujeres, deben ganar sustancialmente más dinero que los hombres más altos.
Un estudio de 2012 descubrió que tanto hombres como mujeres están dispuestos a excusar las diferencias de altura mediante el uso de un enfoque de compensación. Los hombres pueden compensar 1.3 unidades de IMC con un salario un 1 por ciento más alto que el de su esposa. Las mujeres pueden compensar 2 unidades de IMC con un año adicional de educación superior. Además, un estudio de 2015 encontró que tanto hombres como mujeres reciben beneficios por tener un cónyuge alto.
Sin embargo, a nivel cultural en la sociedad posindustrial, existe una relación sociológica entre la altura y el atractivo percibido. Por ejemplo, en una encuesta de 2019 realizada por Ipsos en Hungría con más de 500 encuestados, la altura perfecta para los hombres para el 53% de los participantes estaba entre 1.78 m y 1.85 m, mientras que con respecto a las mujeres altura ideal, el 60% de los encuestados afirmó que debería estar entre 1.65 m y 1.75 m, lo que indica una preferencia predominante por la estatura media a moderadamente alta en ambos sexos. Esta característica cultural de conferir relevancia a la altura como indicador de atractivo, aunque aplicable al mundo modernizado, no es una cualidad humana trascendental. Un estudio elaborado por las Universidades de Groningen y Valencia, ha encontrado que los hombres que se sentían más ansiosos por rivales atractivos, físicamente dominantes y socialmente poderosos, eran menos celosos cuanto más altos eran ellos mismos.
Charlotte Gill argumenta en The Independent que tanto el prejuicio que enfrentan los hombres de baja altura a comparación de sus contrapartes femeninas como aquel que enfrentan las mujeres con obesidad a comparación de sus contrapartes masculinas (ambas relacionadas con los estereotipos de masculinidad y feminidad) son igual de nefastas.

### En los medios
En los medios de comunicación, la altura puede tomar la forma de burlarse de las personas cuya altura está fuera del rango normal. Un ejemplo es la interpretación de Kevin Connolly de Eric "E" Murphy en la serie de televisión Entourage de HBO (Connolly mide 1.65).
Del mismo modo, a los hombres más bajos, a diferencia de sus homólogas femeninas, a menudo se les niegan los roles principales. Aunque algunos actores de cine famosos como Alan Ladd (1.65 m) han sido bajos en la vida real, en sus representaciones de ficción se los ha presentado como más altos.
En 1987, la serie de comedia de la BBC A Small Problem imaginó una sociedad totalitaria en la que las personas que miden menos de 1.5 m son sistemáticamente discriminadas. El programa atrajo críticas y quejas considerables que acusaron a los escritores de reforzar los prejuicios y de utilizar términos ofensivos; Los escritores respondieron que su intención había sido mostrar que todo prejuicio era estúpido y que la altura se eligió al azar.
S&M Short and Male, un documental emitido en 2008, demostró los obstáculos y la intolerancia que enfrentan los hombres de baja estatura en todos los ámbitos de su vidas cotidiana, debido a cuestiones socioculturales como la idealización del «hombre protector».

## Legislación
Actualmente, en el estado estadounidense de Míchigan, que prohíbe la discriminación por altura. Hay una legislación pendiente presentada por el representante de Massachusetts, Byron Rushing, que agregaría a Massachusetts a la lista. Actualmente, dos municipios prohíben la discriminación por altura: Santa Cruz, California, y San Francisco, California. El Distrito de Columbia prohíbe la discriminación basada en la apariencia personal. Ontario, Canadá, prohíbe la discriminación por altura según el código de derechos humanos. Victoria, Australia, prohíbe la discriminación basada en características físicas bajo la Ley de Igualdad de Oportunidades de 1995.
Ejemplos de batallas legales exitosas contra la discriminación por altura en el lugar de trabajo incluyen un caso de 2002 que involucró a solicitantes altamente calificados que fueron rechazados para trabajos en un banco porque se los consideró «demasiado cortos»; un caso sueco de 2005 relativo a un requisito de altura injusto para el empleo implementado por la empresa de automóviles Volvo; y un caso de 1999 que involucró una práctica informal de Kohler Company de no considerar a las mujeres que solicitaron trabajo a menos que tuvieran al menos 1.63 m de altura. Los requisitos de altura para el empleo que no son un requisito profesional de «buena fe» son cada vez menos comunes.

## Altura y suicidio en hombres
Un informe de investigación publicado en el American Journal of Psychiatry encontró una fuerte asociación inversa entre la altura y el suicidio en varones suecos, lo que puede significar la importancia de la exposición infantil en la etiología del trastorno mental adulto o reflejar la estigmatización o discriminación que enfrentan los hombres de baja estatura en su vida adulta. Se realizó un estudio de vinculación de registros de los datos del registro de nacimiento, conscripción, mortalidad, familia y censo de 1,299,177 varones suecos seguidos desde los 18 años hasta un máximo de 49 años y se encontró que un aumento de 5 cm en la altura se asoció con una disminución del 9% en el riesgo de suicidio.